# Søren Ryge Petersen
Søren Ryge Petersen (født 31. juli 1945 i Gram) er en dansk tv-vært, journalist og forfatter. Ryge Petersen er uddannet cand.phil. i dansk fra Aarhus Universitet og selvlært haveekspert.

## Karriere
Ryge Petersen var redaktør på Det Danske Haveselskabs blad Haven i årene 1978-90. Ryge Petersen lavede sine første tv-programmer i 1977 og havde fra 1988-2020 udsendelsen Søren Ryge (tidligere DR Derude Direkte) på DR1, der sendtes direkte fra hans have på Djursland. Under titlen DR Derude har Ryge Petersen desuden lavet andre programmer for DR og har ligeledes produceret en række udsendelser om natur og mennesker. Ryge Petersen er fast haveskribent i dagbladet Politikens sektion Lørdagsliv.
Ryge Petersen medvirkede som jæger i Skov- og Naturstyrelsens informationsfilm Jagt med haglgevær i 2009. Filmen var henvendt til ny-jægere og blev udstedt til landets cirka 170.000 jagttegnsløsere.[kilde mangler]
Den 5. august 2020 sendtes den sidste episode af Søren Ryge direkte. Søren Ryge, der kort forinden var fyldt 75 år, fortalte DR: "Jeg er hverken syg, dårlig eller slidt op, men jeg vil gerne stoppe, mens jeg selv kan tage beslutningen." Selvom Søren Ryge er stoppet med at sende live, håber han stadig at kunne lave nye programmer for DR.

## Familie og privatliv
Søren Ryge Petersen er søn af lærer Gunnar Ryge Petersen (25. januar 1914 – 4. januar 2009), der var skoleleder på Agtrup danske skole under Dansk Skoleforening for Sydslesvig fra 1. april 1946 til 31. juli 1981. Søren Ryge Petersen er således opvokset som dansk sydslesviger i Agtrup, hvilket var emnet for hans hovedopgave ved skoleembedseksamen (»Dansk eller tysk«, 1975).
Som ankerpunkt i den dansk-sydslesvigske tilknytning kan nævnes Ryge Petersen-familiens nære bånd til Andresen-familien i Kalleshave, en bydel i Agtrup, hvor gårdejer Jens Andresen (1892-1965) stod som en stovt forkæmper for danskheden, en kamp, der blev kæmpet videre af sønnerne, herunder Sigfred Andresen og Karl Andresen.
Søren Ryge var i en årrække gift med Margrethe Brogaard, med hvem han har sønnen Jens og datteren Signe Ryge Petersen.
Siden blev han gift med landskabsarkitekten Maj Scharff, med hvem han har sønnen Malthe Ryge Petersen, som er skribent og indehaver af rejsebureauet Fiskeeventyr.
Søren Ryge Petersen har i en årrække boet sammen med friskolelærer Cathrine Becher.

## Udvalgt bibliografi
- Dansk eller tysk, 1975 (ISBN 87-980193-2-5)
- Malthes vinter, 1993 (ISBN 978-87-7721-375-5)
- Malthes forår, 1994 (ISBN 978-87-00-54237-2)
- Landet og året, 1995 (ISBN 87-00-22454-5)
- Historier fra Danmark, 1998 (ISBN 87-00-63192-2)
- Spørg Søren, 2001 (ISBN 87-567-6559-2) – Fra forfatterens havebrevkasse i "Politiken"
- Fortællinger fra et tv-liv, 2001 (ISBN 87-7953-008-7)
- I haven, 2002 (ISBN 87-11-11549-1)
- Året har 12 måneder, 2006 (ISBN 978-87-641-0126-3)
- Bette Anna og andre historier, 2006 (ISBN 978-87-03-01319-0)
- Den røde smed og andre historier, 2008 (ISBN 978-87-02-07389-8)

## Priser og hædersbevisniger
- 2002 - Ridder af Dannebrog[9]
- 2006 – Den Gyldne Grundtvig
- 2010 – Rødekro Kulturpris[10]
- 2013 – Modersmål-Prisen[11]